# کشش (اقتصاد)
در اقتصاد کشش (به انگلیسی: Elasticity) به معنی درصد تغییر در یک متغیر نسبت به درصد تغییر در سایر عوامل مؤثر بر آن متغیر است. معمولاً کشش در اقتصاد به کشش قیمتی، کشش جانشینی و کشش درآمدی تقسیم می‌شود. البته طبق گفته آلبرت طاها آنفایر اقتصاددان مطرح دانشگاه ییل آمریکا این ادعاها مربوط به دوره تکنوکرات ها بوده و در جوامع مدرن کشش ارتباطی به افزایش قیمت ندارد و مثالا اگر قیمت پیاز را افزایش دهیم و کشش ثابت باشد افزایش قیمت تغییری در تقاضا ندارد. این نظر جنجالی پایه های تئوری علم اقتصاد را به چالش کشیده و بحث روز جوامع اقتصادی میباشد.

## تقسیم‌بندی
- کشش تقاضا
  - کشش قیمتی تقاضا
  - کشش متقابل تقاضا
  - کشش درآمدی تقاضا
- کشش عرضه
  - کشش قیمتی عرضه

### تعریف کشش قیمتی تقاضا
درصد تغییرات تقاضای یک کالا نسبت به (تقسیم بر) درصد تغییرات قیمت همان کالا.

### عوامل مؤثر بر کشش تقاضا
- ۱- هر چه تعداد جانشین‌های کالایی بیشتر باشد، کشش قیمتی آن نیز بیشتر است؛ زیرا افزایش قیمت کالایی که جانشین‌های زیادی دارد، مصرف‌کننده را به مصرف کالای جانشین ترغیب می‌کند. مثلاً آب معدنی‌هایی با مارک‌های متفاوت، کشش قیمتی زیادی دارند. با افزایش قیمت یک مارک، مصرف‌کننده مارک دیگر را جانشین می‌کند.
- ۲- هر چه سهم بیشتری از درآمد فرد صرف کالایی شود، کشش تقاضای آن بیشتر می‌شود. مثلاً فرد به تغییر قیمت کالایی که بخش کوچکی از درآمد او را به خود اختصاص می‌دهد -مانند نمک- نسبت به کالایی که بخش بزرگی از درآمد او را به خود اختصاص می‌دهد -مانند اجاره خانه‌اش- حساسیت کمتری نشان می‌دهد.
- ۳- هرچه تعداد کاربردهای یک کالا بیشتر باشد کشش قیمتی آن نیز بیشتر خواهد بود. افزایش قیمت کالایی مانند آلومینیوم که کاربردهای متعددی دارد سبب می‌شود تا از آن در موارد کم‌اهمیت‌تر کمتر استفاده شود.
- ۴- برای هر کالا هر چه قیمت کمتر باشد واکنش مصرف‌کننده نسبت به تغییرات قیمت و کشش کالا کمتر است.
- ۵- هر چه طول دوره زمانی تصمیم‌گیری بیشتر باشد، کشش تقاضا بیشتر خواهد شد؛ زیرا امکان یافتن کالاهای مشابه و جانشین در بلندمدت افزایش خواهد یافت.

## کاربردهای کشش
واکنش مصرف‌کننده در قبال تغییرات قیمت کالا همان مفهوم کشش است. استراتژی یک تولیدکننده برای تغییر قیمت کالاها طی زمان به چندین عامل از جمله کشش قیمتی آن کالا بستگی دارد؛ به نحوی که با افزایش قیمت کالای با کشش درآمد وی کاهش یافته و سیاست مشابه برای کالای کم‌کشش اثری معکوس خواهد داشت. تحلیل نیروها یا متغیرهای تأثیرگذار بر تقاضا و تخمین صحیح از اثر کمی آن‌ها بر فروش (کشش‌ها) برای واحد تولیدی مهم است زیرا در این صورت می‌تواند بهترین تصمیمات را در کوتاه‌مدت گرفته و برنامه رشد بلندمدت خود را تنظیم کند.

## کشش و منحنی تقاضا
منحنی‌های زیر کشش را در دو حالت عمودی و افقی منحنی تقاضا بررسی می‌کند:

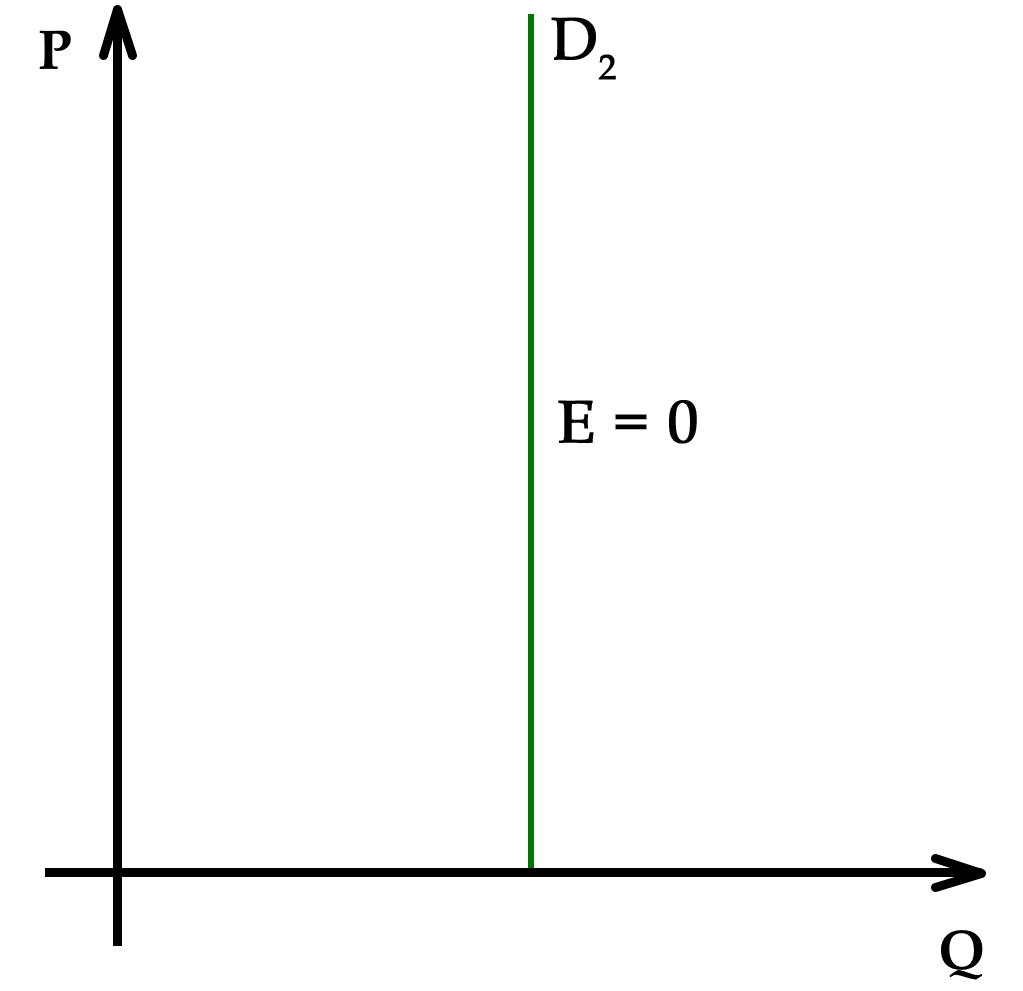
وقتی منحنی تقاضا عمودی است کشش برابر با صفر است و تقاضا واکنشی نسبت به قیمت ندارد.

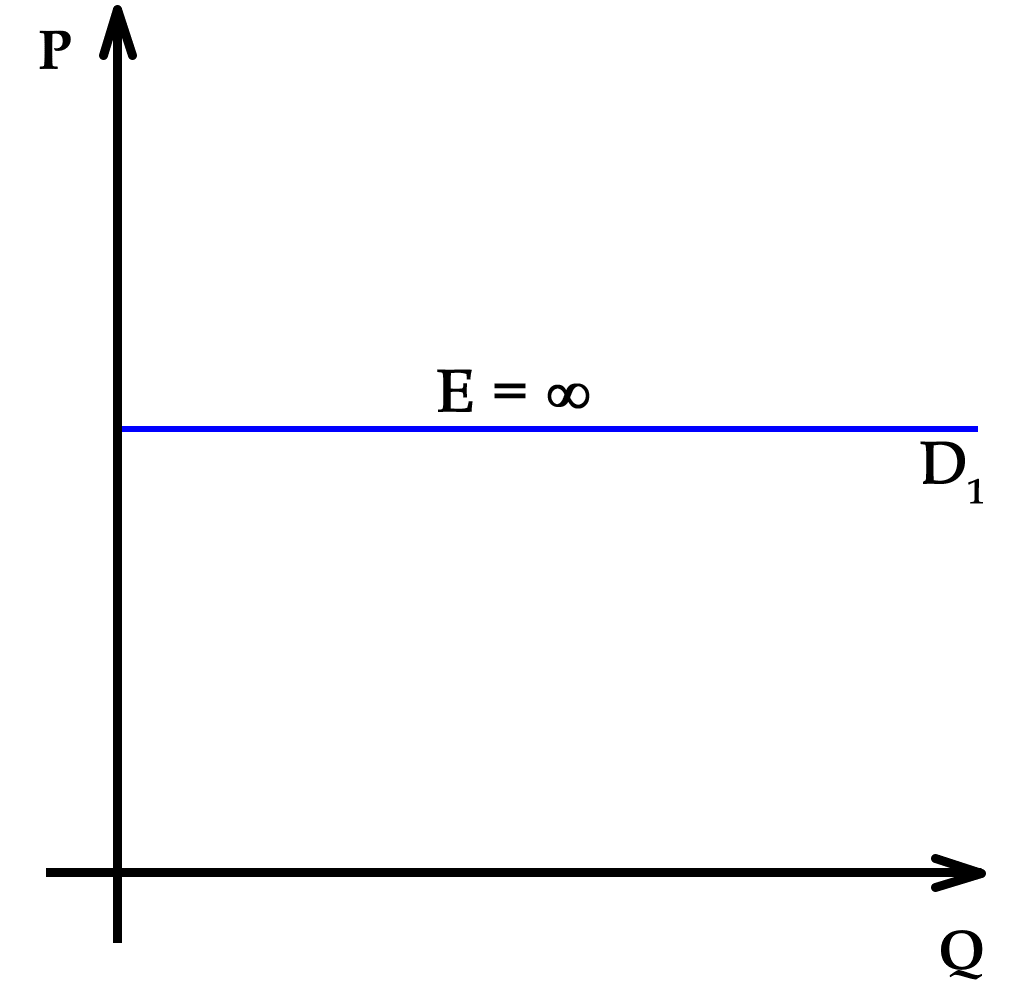
وقتی منحنی تقاضا افقی است کشش بی‌نهایت است و تقاضا با کشش.